# Saranno famosi (album)
Saranno famosi è la prima compilation legata all'omonimo programma televisivo (in seguito chiamato Amici di Maria De Filippi), pubblicata il 26 aprile 2002 dall'etichetta discografica Sugar, contenente cover ed inediti interpretati dai concorrenti arrivati al serale della prima edizione del programma.
Il disco vendette oltre 130 000 copie, ottenendo un disco di platino che fu consegnato in diretta tv nella serata dei Telegatti. L'album contiene tre brani inediti: Never too late, Io ti penserò e Maria. Quest'ultima canzone è stata scritta da Simone Annichiarico e presenta, nel finale, la voce registrata di Maria De Filippi.

## Tracce
1. Fame – 3:58
2. Antonella Loconsole – Luce (tramonti a nord est) – 4:17
3. Never Too Late – 4:15 (testo: Jean Charles Carbone, Andrea Jacob – musica: Francesco Rapetti Mogol, Jean Charles Carbone)
4. Dennis Fantina – All night long – 4:33
5. Gloria – 3:57
6. Monica Hill – Notturno – 3:23
7. Somethin' Stupid – 2:56
8. Monica Hill – Insieme a te non ci sto più – 3:45
9. Dennis Fantina – Cosa resterà degli anni '80 – 4:24
10. Dennis Fantina, Monica Hill – The Prayer – 4:19
11. Maria Pia Pizzolla – Il geghegè – 3:13
12. No Woman, No Cry – 3:28
13. L'abitudine – 4:19
14. Antonella Loconsole – Piccoli già grandi – 4:02
15. Monica Hill, Michael Calandra, Maria Pia Pizzolla, Miriam Castorina, Antonella Loconsole – Joyful Joyful – 4:30
16. Andrea Cardillo, Renato Sannio, Paolo Idolo e Dennis Fantina – Io ti penserò – 4:08 (Federico Vian)
17. Valeria Monetti – Se telefonando – 3:11
18. Maria – 3:48
19. Valeria Monetti, Andrea Cardillo e Monica Hill – L'incontro – 4:50